# Rom (Francja)
Rom – miejscowość i gmina we Francji, w regionie Nowa Akwitania, w departamencie Deux-Sèvres.
Według danych na rok 1990 gminę zamieszkiwały 833 osoby, a gęstość zaludnienia wynosiła 16 osób/km² (wśród 1467 gmin regionu Poitou-Charentes Rom plasuje się na 367. miejscu pod względem liczby ludności, natomiast pod względem powierzchni na miejscu 27.).